# Adam Willaerts
Adam Willaerts (Londra o Anversa, 21 luglio 1577 – Utrecht, 4 aprile 1664) è stato un pittore e disegnatore olandese del secolo d'oro.

## Biografia

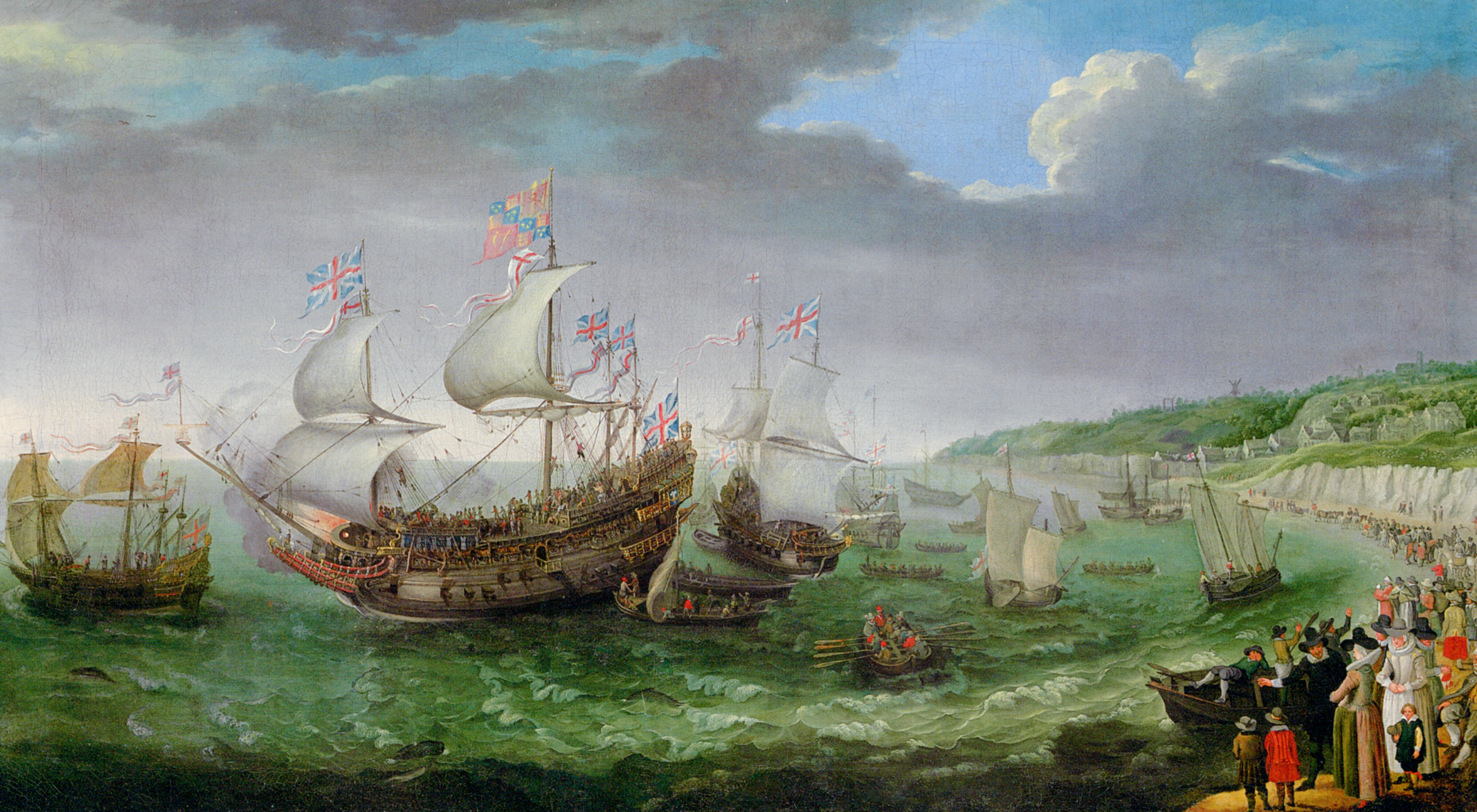
L'imbarco dell'Elettore Palatino

Padre dei pittori Abraham, Cornelis e Isaac Willaerts, operò principalmente a Utrecht. Secondo alcuni, visse la fase iniziale della sua vita ad Anversa, venendo in contatto con la famiglia Brueghel. Nel 1585 la sua famiglia si trasferì a Leida e poi a Utrecht. Nel 1589 si sposò ad Amsterdam e nel 1597 fu di nuovo a Utrecht, dove rimase fino al 1664. Il suo periodo di attività in campo artistico si fa iniziare dal 1602, anche se probabilmente già precedentemente aveva eseguito alcune opere. Collaborò con Salomon Vredeman de Vries alla pittura delle ante dell'organo della cattedrale di Utrecht. Nel 1611 fu tra i fondatori della locale Corporazione di San Luca, creata a partire dalla vecchia gilda separando pittori e scultori dai sellai. Fu decano della stessa nel 1621, 1622, 1624, 1625, 1627 e 1637. Nel 1637 e nel 1660 fece parte dell'amministrazione dell'ospedale. La figlia Hester sposò il pittore Jacob Gillig.
Dipinse soprattutto paesaggi, architetture, marine, viste di spiagge e zone costiere, ritratti e soggetti di genere, dimostrandosi abile in prospettiva. La sua produzione artistica lo fa ritenere un seguace di Hendrik Cornelisz Vroom, anche se nei suoi paesaggi si può notare l'influenza di Roelant Savery, che conobbe nei Paesi Bassi, e, nei soggetti di genere, quella della famiglia Brueghel. Inoltre, rispetto ai seguaci di Vroom, realizzò anche soggetti della tradizione biblica legati al mare, come Giona e la balena, La pesca miracolosa, Cristo che prega sul Mar di Galilea. La produzione più tarda di marine rivela reminiscenze di Jan Brueghel e Joos de Momper.
Collaborò col pittore Willem Ormea, che inseriva gruppi di pesci in primo piano nelle sue marine. Realizzarono incisioni da suoi disegni Jan Meyssens, C.de Pas, M.de Pas, Chedel.
Furono suoi allievi i figli Abraham, Cornelis e Isaac.

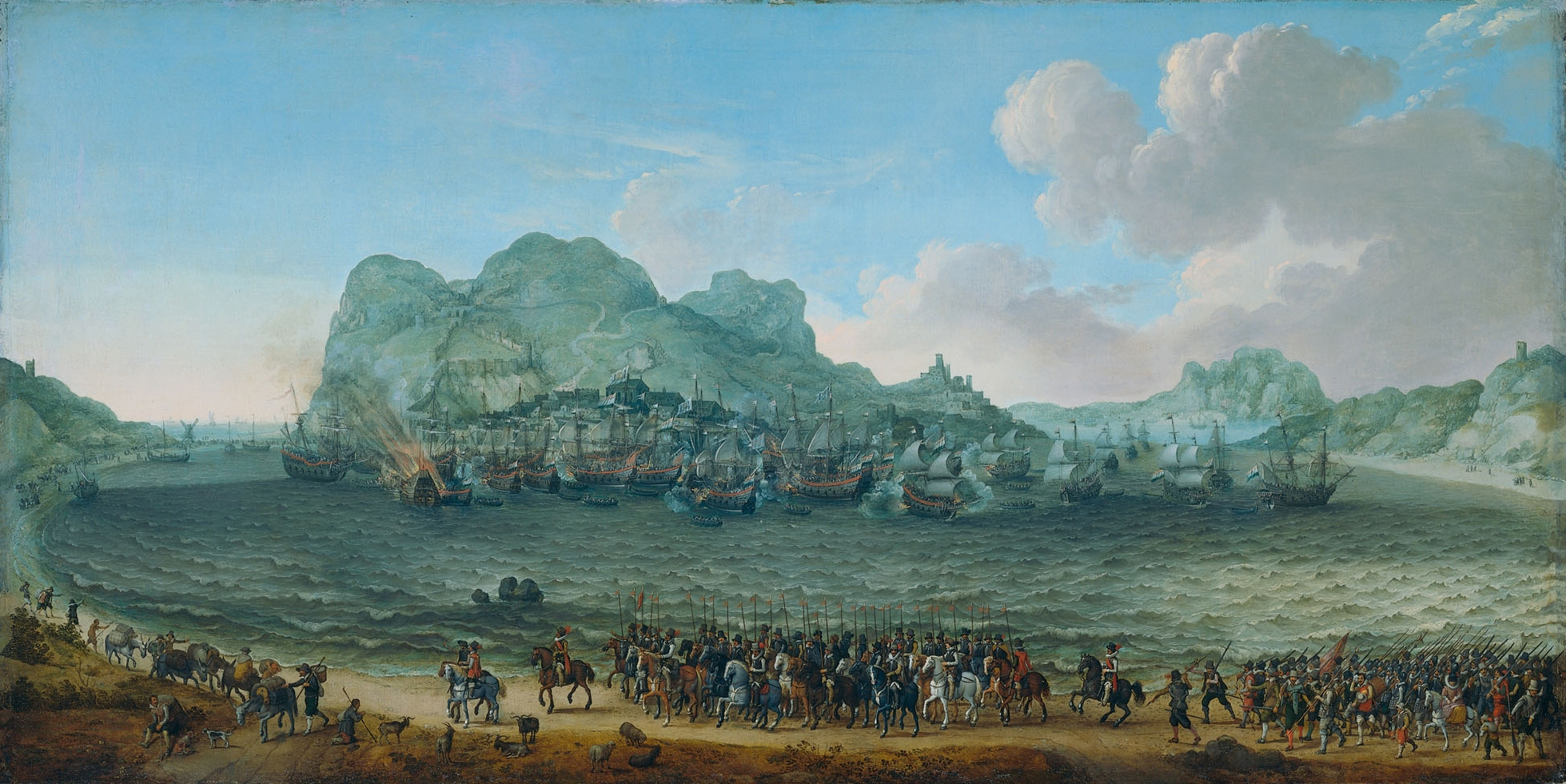
La sconfitta degli Spagnoli a Gibilterra ad opera degli Olandesi guidati dall'ammiraglio Jacob van Heemskerck il 25 aprile 1607 (1617)

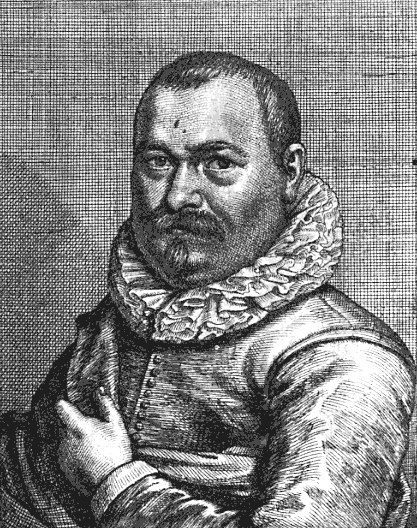
Ritratto di Roelant Savery in Het Gulden Cabinet di Cornelis de Bie (1662)

## Opere
- L'imbarco dell'Elettore Palatino, olio su tela
- Naufragio su una costa rocciosa, olio su tavola, 64.5 × 85.2 cm, firmato AD Willaerts fe 1614, 1614, Rijksmuseum, Amsterdam[6]
- Veduta di un porto, olio su tavola, 41 × 72 cm, 1615 c., Castello di Skokloster, attribuito ad Adam Willaerts[7]
- Paesaggio costiero con navi, olio su tela, 1616, Liechtenstein Museum, Vienna[8]
- La sconfitta degli Spagnoli a Gibilterra ad opera degli Olandesi guidati dall'ammiraglio Jacob van Heemskerck il 25 aprile 1607, olio su tela, 94,5 × 187,3 cm, 1617, Rijksmuseum, Amsterdam
- Battaglia navale tra Olandesi e Inglesi, olio su tela, 1623, Museo reale delle belle arti del Belgio, Bruxelles[9]
- Spiaggia con pescatori, olio su tela, 83 × 125 cm, 1627, Museo del Prado, Madrid[10]
- Veduta di Dordrecht, olio su tavola, 181 × 669,2 cm, firmato in basso al centro A.Willarts fe 1629, 1629, Museo Nazionale, Dordrecht[11]
- Naufragio con mare tempestoso, olio su tela, 49 × 74 cm, firmato a sinistra A. W. fc / 1636, 1636, Museo Nazionale, Varsavia[12]
- Paesaggio fluviale con navi, olio su tavola, 46,4 × 85,4 cm, firmato a sinistra A.W./1643, 1643, Collezione privata[13]
- Vascelli che salpano, dipinto, Musée Malraux, Le Havre[14]
- Ritratto di Roelant Savery in Het Gulden Cabinet di Cornelis de Bie, firmato Adam Willaerts delin; Jan Meyssens exc, 1662, in collaborazione con Jan Meyssens[15]
- Giona e la balena[5]
- La pesca miracolosa[5]
- Cristo che prega sul Mar di Galilea[5]